# Villa del Conte
Villa del Conte é uma comuna italiana da região do Vêneto, província de Pádua, com cerca de 5.022 (2001) habitantes. Estende-se por uma área de 17 km², tendo uma densidade populacional de 290 hab/km². Faz fronteira com Campo San Martino, San Giorgio in Bosco, San Martino di Lupari, Santa Giustina in Colle, Tombolo.

## Demografia
| Variação demográfica do município entre 1861 e 2011                               |
|                                                                                   |
| Fonte: Istituto Nazionale di Statistica (ISTAT) - Elaboração gráfica da Wikipedia |